# Conquest
Conquest  (с англ. — «Завоевание») — тринадцатый студийный альбом британской рок-группы Uriah Heep, выпущенный в 1980 году. Он был выпущен во всем мире на Bronze Records; однако альбом никогда не выпускался в Северной Америке, где его было трудно найти даже в качестве импорта.

## История альбома
1979-80 годы были периодом перемен для Uriah Heep. Джон Сломан, бывший вокалист группы Lone Star, взял на себя ведущие вокальные обязанности, заменив уволенного Джона Лоутона. В отличие от Лоутона, Сломан имел более подходящий для фронтмена вид: он был моложе, симпатичнее и мог не только петь, но и играть на гитаре и клавишных. Сломан не понравился только Кену Хенсли.
Едва пришёл Джон Сломан, как группу покинул старейший её участник (с 1971 года) — ударник Ли Керслейк. Ему на смену взяли Криса Слейда, бывшего ударника группы Manfred Mann's Earth Band, давно знакомого Хипам, потому что обе группы работали на одну фирму Bronze Records.
Турне в поддержку альбома проходило под девизом 10-летнего юбилея Uriah Heep и собирало приличное количество публики, но Кен Хенсли был недоволен выбором вокалиста: «Он был хорошим музыкантом и отлично выглядел, но я считал, что вокально он был не особо хорош. То, как он интерпретировал мои песни, полностью отличалось от того, какими я их писал». Три месяца спустя после выпуска Conquest группа собралась в офисе менеджера группы Джерри Брона на окончательную разборку с Кеном Хенсли из-за недовольства его авторским доминированием. В результате, ко взаимному удовлетворению сторон, Кен Хенсли покинул Uriah Heep.

## Критика
В сочетании с коммерческим рок-звучанием альбома это самая спорная эпоха в истории Uriah Heep, и многие фанаты считают, что Conquest - худший альбом группы. Несмотря на то, что Хенсли и Мик Бокс задним числом считают эту эпоху чем-то вроде катастрофы, альбом на самом деле получил некоторые положительные отзывы в то время, а именно пятизвездочную оценку от Record Mirror и три с половиной звезды от Джеффа Бартона в Sounds. Он также достаточно хорошо продавался, чтобы попасть в топ-40 чартов альбомов Великобритании, в то время как все три предыдущих альбома группы с Джоном Лоутоном вообще не попали в чарты Великобритании.

## Обложка
Обложка альбома Conquest обыгрывает известную историческую фотографию «Водружение флага над Иводзимой» 1945 года, на которой группа морских пехотинцев США поднимает американский флаг на вершине горы Сурибати во время битвы за Иводзиму во Второй мировой войне.

## Список композиций

#### Сторона 1
1. "No Return" (Тревор Болдер, Мик Бокс, Кен Хенсли) — 6:07
2. "Imagination" (Хенсли) — 5:49
3. "Feelings" (Хенсли) — 5:26
4. "Fools" (Болдер) — 5:03

#### Сторона 2
1. "Carry On" (Хенсли) — 3:57
2. "Won't Have to Wait Too Long" (Болдер, Бокс, Хенсли) — 4:54
3. "Out on the Street" (Хенсли) — 5:57
4. "It Ain't Easy" (Болдер) — 5:45

## Участники записи

#### Uriah Heep
- Мик Бокс - гитара
- Джон Сломан - ведущий вокал, бэк-вокал, пианино, перкуссия
- Крис Слейд - ударные, перкуссия
- Кен Хенсли - орган, пианино, гитара, вокодер, бэк-вокал
- Тревор Болдер - бас-гитара, бэк-вокал

#### Дополнительные музыканты
- Джерри Брон - литавры в "Out on the Street"

#### Производство
- Джон Галлен - продюсер, звукоинженер
- Джулиан Купер, Даррен Бёрн, Дэвид Кемп, Ник Роджерс - ассистенты звукоинженера
- Карл Босли, Линди Кёрри - дизайн конверта
- Джерри Брон - исполнительный продюсер

## Чарты
| Год  | Чарт                   | Высшая позиция |
| ---- | ---------------------- | -------------- |
| 1980 | Norwegian Albums Chart | 11             |
| 1980 | German Albums Chart    | 33             |
| 1980 | UK Albums Chart        | 37             |